# Lezuza
Lezuza – gmina w Hiszpanii, w prowincji Albacete, w Kastylii-La Mancha, o powierzchni 360,9 km². W 2011 roku gmina liczyła 1582 mieszkańców.